# Petrochelidon fulva
Petrochelidon fulva (Andorinha-das-cavernas) é um pequeno pássaro da família  Hirundinidae, a qual pertence as andorinhas.
É uma espécie nativa da América do Norte e América Central, com ocorrências observadas no Peru e Equador. A sua população apresenta tendência de crescimento.

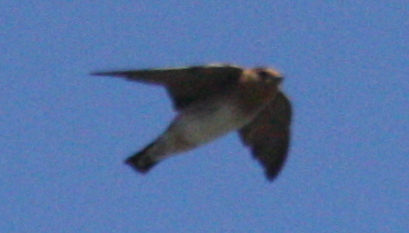
Petrochelidon fulva.

O pássaro tem em média 12 a 14 cm de comprimento, pesando em média 23 gramas.